# A.S.D. G.C. CastelnuovoSandrà
Associazione Sportiva Dilettantistica Gruppo Calcio CastelnuovoSandrà là một câu lạc bộ bóng đá Ý, có trụ sở tại Castelnuovo del Garda, Veneto, và cũng đại diện cho frazione của "Sandrà".

## Lịch sử
Câu lạc bộ được thành lập vào năm 2005 sau khi sáp nhập hai đại diện trong các thị trấn.

### Mùa 2010-11
CastelnuovoSandrà trong mùa 2010-11, từ Serie D nhóm B xuống hạng đến Eccellenza Veneto, năm tiếp theo đã thăng hạng trở lại.

## Màu sắc và huy hiệu
Màu sắc của đội là trắng, xanh dương, xanh lá cây và đen: bộ màu này toàn màu trắng và có một cái vòng theo phong cách của Sampdoria.